# Denise Vormus
Denise Vormus (épouse Paukert), née le 1er avril 1921 à Paris et mort le 23 janvier 2007 à Vincennes, est une assistante sociale juive française, travaillant pour l'Œuvre de secours aux enfants (OSE) et le Réseau Garel, membre de la Résistance, sous le nom de Denise Valentin de 1941 à la Libération à Marseille à Limoges et à Périgueux.

## Biographie
Denise Vormus est né le 1er avril 1921 à Paris. La famille Vormus est une vieille famille juive alsacienne,.

### Seconde Guerre mondiale

#### Marseille
À Marseille, Denise Vormus travaille comme assistante sociale au dispensaire médico-social de l’OSE, situé 25 rue d’Italie et dirigé par Julien Samuel. L’équipe sociale sous la direction du Dr Weil-Reynal comprend Fanny Loinger, Huguette Wahl, Nicole Weil-Salon et Janine Kahn,.

### Le Réseau Garel
Denise Vormus fait partie du Réseau Garel.

### Après la Guerre
Denise Vormus continue après la Guerre à l'OSE à Lyon.

## Honneurs
- Chevalier de la Légion d'honneur (Décret du 31 décembre 2002)[8],[9].